# Aeropuerto de Oxnard
El Aeropuerto de Oxnard o Oxnard Airport (IATA: OXR, OACI: KOXR, FAA LID: OXR) es un aeropuerto público localizado a una milla (1.6 km) al oeste del Distrito Financiero (CBD) de Oxnard, una ciudad en el condado de Ventura, California. El aeropuerto cubre un área de 216 acres (87 ha) y tiene sólo una pista de aterrizaje.  El Aeropuerto de Oxnard es operado por el Departamento de Aeropuertos del Condado de Ventura.

## Aerolíneas y destinos
- United Express operado por SkyWest Airlines
  - Los Ángeles